# Rundfunk Berlin-Brandenburg
Радио Берлина и Бранденбурга (нем. Rundfunk Berlin-Brandenburg, rbb) — некоммерческое государственное учреждение с правом самоуправления.

## Телевещательная деятельность учреждения
Учреждение ведёт или вело:
- с 2003 года — вещание по немецкой 1-й телепрограмме[9] в Германии (телепрограмме «Даз Эрсте» («Das Erste»)) (совместно с вещательными организациями других земель);
- совместные предобеденные передачи немецким 1-й и 2-й телепрограмм (Gemeinsames Vormittagsprogramm von ARD und ZDF) (совместно со Вторым германским телевидением и Западно-Германским радио);
- с 2004 года — вещание по берлинско-бранденбургской 3-й телепрограмме в землях Берлин и Бранденбург (телепрограмме «РББ Фернзеен» («rbb Fernsehen»));
- с 2003 до 29 февраля 2004 года — вещание по берлинской 3-й телепрограмме (телепрограмме «РББ Берлин»)
- с 2003 до 29 февраля 2004 года — вещание по бранденбургской 3-й телепрограмме (телепрограмме «РББ Бранденбург»);
- с 1 декабря 1993 года — вещание по международной телепрограмме[10] «3 Зат» («3sat») (совместно с вещательными организациями других земель, Вторым германским телевидением и Швейцарским обществом радиовещания и телевидения);
- с 29 марта 1986 года — вещание по международной телепрограмме «Арте» («Arte») (совместно с вещательными организациями других земель, Вторым германским телевидением, компанией «Арте Франс» и группой экономических интересов «Арте»);
- с 2003 года — вещание по немецкой информационной телепрограмме «Тагессшау 24» («tagesschau24») (совместно с вещательными организациями других земель), до 30 апреля 2012 года называвшейся «АнйсЭстра» (EinsExtra);
- с 2003 года — вещание по молодёжной телепрограмме «Ван» («One») (совместно с вещательными организациями других земель), до 3 сентября 2016 года называвшейся «АйнсФестиваль» (EinsFestival);
- с 1 января 1997 года — вещание по немецкой детской телепрограмме «КИКА» («KiKA») (совместно с вещательными организациями других земель и Вторым германским телевидением);
- с 7 апреля 1997 года — вещание по немецкой парламентской телепрограмме «Феникс» («Phoenix») (совместно с вещательными организациями других земель и Вторым германским телевидением).
- телетекст 1-й программы или «АРД-Текст» («ARD-Text»), кроме рубрик «Новости», «Спорт» и «Биржт», для которых учреждение поставляет материалы;
- телетекст берлинской и бранденбургской 3-й программы «РББ-Текст» («rbb-text»);

## Радиовещательная деятельность учреждения
Учреждение ведёт:
- с момента его основания — вещание по берлинской 1-й (информационной, общественно-политической и художественной) радиопрограмме (радиопрограмме «Радио Берлин 88,8» («Radio Berlin 88,8»)), звучащей на ультракоротких волнах;
- с момента его основания — вещание по бранденбургской 1-й (информационной, общественно-политической и художественной) радиопрограмме (радиопрограмме «Антенне Бранденбург» («Antenne Brandenburg»)), звучащей на ультракоротких волнах;
- с момента его основания — вещание по берлинско-бранденбургской 2-й (информационно-музыкальной) радиопрограмме (радиопрограмме «Радио Айнс» («Radio Eins»)), звучащей на ультракоротких волнах;
- с момента его основания — вещание по берлинско-бранденбургской 3-й (информационной и художественной) радиопрограмме (радиопрограмме «Культуррадио» («Kulturradio»)), звучащей на ультракоротких волнах;
- с момента его основания — вещание по берлинско-бранденбургской информационной радиопрограмме (радиопрограмме «Инфорадио» («Inforadio»)), звучащей на ультракоротких волнах в Берлине и крупных городах земли Бранденбург, в 2000-е также в большинстве районов земель Берлин и Бранденбург также и на средних волнах;
- с момента его основания — вещание по берлинско-бранденбургской молодёжной радиопрограмме (радиопрограмме «Фриц» («Fritz»)), звучащей на ультракоротких волнах в Берлине и крупных городах земли Бранденбург;
- с 2008 года — вещание по радиопрограмме для иностранцев «КОСМО» («COSMO») (совместно с Западно-Германским радио и Радио Бремена), звучащей в Берлине на ультракоротких волнах;
- в 2003-2008 гг. — вещание по радиопрограмме для иностранцев «Радио Мультикульти» («Radio Multikulti»), звучавшей в Берлине на ультракоротких волнах.

## Деятельность учреждения в Интернете
Учреждение ведёт в Интернете:
- Сайт «rbb-online.de»;
- Страницу «RBB» на сайте «youtube.com»;
- Страницу «RBB» на сайте «twitter.com».

Учреждение поставляет материалы для:
- Ведения страницы «Новости» сайта «ард.де»;
- Ведения сайта «тагессшау.де»;
- С 30 сентября 2016 года для ведения сайта «функ.нет»;
- Ведения страницы «Тагесшау» на сайте «youtube.com»;
- Ведения страницы «Тагесшау» на сайте «facebook.com»;
- Ведения страницы «Тагесшау» на сайте «twitter.com».

## Учредители
Учредителями организации являются земли Германии Бранденбург и Берлин

## Руководство
Руководство учреждением осуществляют:
- Совет Радио Берлина и Бранденбурга (RBB-Rundfunkrat), 3 члена которого назначаются ландтагом Бранденбурга, 4 - палатой депутатов Берлина, 23 - массовыми организациями[11];
- Правление (Verwaltungsrat), назначавшееся Советом Радио Берлина и Бранденбурга;
- Директор (Intendant), назначавшийся Советом Радио Берлина и Бранденбурга.

## Подразделения
- Административная дирекция (Verwaltungsdirektion) (Производственно-административный аппарат)
- Юридический отдел (Justitiariat)
- Программная дирекция
  - Отдел планирования (Programm-Management)
  - Отдел спорта
  - Отдел культуры и науки
  - Отдел развлекательных и молодёжных программ
  - Отдел документальных и фантастических фильмов
  - Отдел мультимедия[12]
- Заграничные студии в:
  - Варшаве (совместная с WDR)
  - Пекине (совместная с NDR)
- Производственно-техническое управление (Produktions- und betriebsdirektion)
  - Служба медиапроизводства (Medienproduktion) - осуществляет техническую часть подготовки радио- и телепрограмм
  - Служба медиасистем и IT (Mediensysteme und IT) - осуществляет техническую часть выпуска радио- и телепрограмм
  - Служба дистрибуции (Distribution)
- На правах подразделений Центрально-Германского радио действуют часть местных бюро организации по сбору абонемента «АРД ЦДФ Дойчландрадио Байтрагссервис» (ARD ZDF Deutschlandradio Beitragsservice) расположенные на территории земель Берлин и Бранденбург.

## Финансирование
В среднем 86% часть расходов покрывается за счёт абонемента (Rundfunkgebühr), собираемого организацией «АРД ЦДФ Дойчландрадио Байтрагссервис» со всех немецких граждан и иностранцев, постоянно-проживающих на территории Германии, владеющими радиоприёмниками и (или) телевизорами,  после чего собранные средства разделяется между ARD, ZDF и Deutschlandradio, а затем уже внутри ARD разделяются между вещательными организациями отдельных земель, в среднем 2% - за счёт доходов от продажи рекламного времени в 1-й телепрограмме компанией «АРД Вербунг сэйлс энд сервисес» и рекламного времени в радиопрограммах компанией «АС энд С Радио».

## Профсоюзы
Работники Радио Берлина и Бранденбурга образуют Вещательный союз Вещания Бранденбурга и Берлина Объединённого профсоюза работников сферы услуг (Senderverband rbb).

## Членство
С момента своего создания учреждение является членом международной организации «Европейский союз радиовещания».

## Активы
Располагает программным радиотелецентром в Берлине (Funkhaus Berlin) и земельным программным радиотелецентре Потсдаме.
Радио Берлина и Бранденбурга является единственным участником общества с ограниченной ответственностью «РББ Медиа» (rbb media GmbH) - организация осуществляющая продажу рекламного времени между телепередачами и радиопередачами передаваемыми rbb, заказ производства телефильмов и телесериалов, продажу их другим телеорганизациям, заказ их записи на лазерные диски, лицензирования создания художественных произведений (книг, фильмов) по их мотивам, раннее - общество с ограниченной ответственностью - «СФБ Вербунг» (SFB Werbung GmbH), в 2003 году  к нему присоединилось общество с ограниченной ответственностью «ОРБ Вербунг» (ORB Werbung GmbH), является участником следующих обществ с ограниченной ответственностью:
- «Дегето Фильм»  (Degeto Film GmbH);
- «АРД Медиа» (ARD Media GmbH);
- «ДОКФильм Фернзепродуктион» (DOKfilm Fernsehproduktion GmbH) (ещё один участник - «Полифон Фильм- унд Фернзегезельшафт») - студия документальных телефильмов.

Также Радио Берлина и Бранденбурга является участником общества с ограниченной ответственностью «Рундфунк Орхестер унд Хёре» (Rundfunk Orchester und Chöre GmbH) (другой участник Немецкое радио, государство и земля Берлин), осуществляющего подготовку концертных радиопередач.

## Теле- и радиопередачи
Передачи программы «Даз Эрсте»
- Репортажи из заграницы и репортажи из столицы выпусков новостей «Тагессшау» и телегазет «Тагестемен» и «Нахтмагацин»;
- Репортажи из заграницы и репортажи из столицы спортивного тележурнала «Шпортшау»;
- Репортажи из заграницы и репортажи из столицы ежедневного тележурнала «АРД-Моргенмагацин»;
- Репортажи из заграницы и репортажи из столицы ежедневного тележурнала «АРД-Миттагсмагацин»;
- «АРД-Миттагсмагацин» (ARD-Mittagsmagazin) - дневная программа;
- «Контрасте» (Kontraste) - общественно-политический тележурнал, выпускается по очереди с общественно-политическими тележурналами Северо-Германского радио («Панорама») и Западно-Германского радио («Монитор»);
- «ТТТ - титель, тезэн, темпераменте» (ttt – titel, thesen, temperamente) - еженедельный тележурнал о культуре, выпускается по очереди с Баварским радио, Гессенским радио, Западно-Германским радио, Северо-Германским радио и Центрально-Германским радио;
- Nuhr im Ersten - сатирическая программа (выпускается по очереди с WDR)
- Hier spricht Berlin - ток-шоу (производство Räuberleiter GmbH по заказу rbb)

Передачи телепрограммы «РББ Фернзеен»
- Abendschau - информационная программа Берлина, ведётся дикторами и журналистами
- Brandenburg aktuell - информационная программа Бранденбурга, ведётся дикторами и журналистами
- Tagesschau - информационная программа телеканала Das Erste
- rbb aktuell - короткие новости RBB Fernsehen в 13.00-13.10, 16.00-16.15, 17.00-17.05, 21.45-22.15

Передачи радиопрограммы «Антенне Бранденбург»
- Известия каждый час
- Guten Morgen Brandenburg - утренняя программа Anetenne Brandenburg в 05.00-10.00
- Hallo Brandenburg - дневная программа Anetenne Brandenburg в 10.00-14.00
- Antenne am Nachmittag - послеобеденная программа Anetenne Brandenburg в 14.00-17.00
- Panorama - информационная программа Anetenne Brandenburg в 17.00-19.00
- Pop nach Zehn - ночная программа Radio Berlin 88,8 и Antenne Brandenburg

Передачи радиопрограммы «РББ 88,8»
- Известия каждый час
- Guten Morgen Berlin - утренняя программа Radio Berlin 88,8 в 05.00-10.00
- Dein Vormittag - дневная программа Radio Berlin 88,8 в 10.00-13.00
- Dein Nachmittag - послеобеденная программа Radio Berlin 88,8 в 13.00-16.00
- Dein Feierabend - информационная программа Radio Berlin 88,8 в 16.00-19.00
- Pop nach Zehn - ночная программа Radio Berlin 88,8 и Antenne Brandenburg

Передачи радиопрограммы «Радио Айнс»
- Der schöne Morgen - утренняя программа Radio Eins
- Der schöne Morgen - дневная программа Radio Eins
- ARD-Popnacht - ночная программа Radio Eins, совместное производство c BR, hr, SWR, WDR, SR, RB, NDR, MDR

Передачи радиопрограммы «РББ Культур»
- Известия каждые три часа
- Kulturradio am Morgen - утренняя программа Kulturradio
- Kulturradio am Mittag - дневная программа Kulturradio
- ARD-Nachtkonzert - ночная программа Kulturradio, совместное производство c BR, hr, SWR, WDR, SR, RB, NDR, MDR

Передачи радиопрограммы «Фриц»
- RadioFritzen am Morgen - утренняя программа Fritz
- RadioFritzen am Nachmittag - дневная программа Fritz

Передачи радиопрограммы «Инфорадио»
- ARD-Infonacht - ночная программа Inforradio, совместное производство c BR, hr, SWR, WDR, SR, RB, NDR, MDR

## Цифровое вещание RBB

### Цифровое телевидение RBB
Эфирное:
- Региональный мультиплекс ARD в Берлине включает в себя телеканалы arte, hr fernsehen, MDR Fersehen, NDR Fernsehen, rbb Fernsehen входит в региональную версию мультиплекса ARD Digital[14]
- Региональный мультиплекс ARD в Бранденбурге включает в себя телеканалы arte, NDR Fernsehen, MDR Fernsehen, rbb fernsehen входит в региональную версию мультиплекса ARD Digital[15]

Спутниковое:
- Транспондер 10891 Гц (спутник Astra 1M) - RBB Fernsehen HD, MDR Fernsehen HD, hr fernsehen hd
- Транспондер 12110 Гц (спутник Astra 1M) - RBB Fernsehen, NDR Fernsehen, MDR Fernsehen, SWR Fernsehen
- Транспондер 12266 Гц (спутник Astra 1M) - Antenne Brandenburg, Radio Berlin 88,8, Radio Eins, Kulturradio, Inforadio, Fritz[16]

### Цифровое радио RBB
- Мультиплекс 7D включает в себя радиостанции Radio Berlin 88,8, Antenne Brandenburg, Radio Eins, Kulturradio, Inforadio, Fritz, Bayern 2, BR Klassik, MDR Jump, WDR 2, SWR 3[17]